# Metavononoides preciosus
Metavononoides preciosus is een hooiwagen uit de familie Cosmetidae.